# Jasper Quispel
Jasper Quispel (Amsterdam, 6 oktober 1979) is een Nederlandse filmeditor.
Hij werd genomineerd voor een Gouden Kalf voor beste montage met de films In Blue (in 2018) en De man uit Rome (in 2023). 
Hij is lid van de Dutch Academy for Film (DAFF) en de Nederlandse vereniging van Cinema-Editors (NCE).

## Films (selectie)
- 2024: Invasie
- 2022: De man uit Rome
- 2016: In Blue
- 2012: De nieuwe wereld
- 2012: A Long Story
- 2011: Blijf!
- 2010: Win/Win
- 2008: De Punt

## Televisie (selectie)
- 2023: Het gouden uur
- 2021: Het verhaal van Nederland
- 2021: Zenith 2
- 2020: Swanenburg
- 2019: Hoogvliegers
- 2018: 30 jaar Dutch Dance
- 2017: Voetbalmaffia
- 2017: Vechtershart (seizoen 2)
- 2015: Kasper en de kerstengelen
- 2011-2017: Van God Los
- 2013: Volgens Robert
- 2012: Lijn 32
- 2005: Parels & Zwijnen